# Nathan Bongelo Bongelemba
Nathan Bongelo Bongelemba (Rutshuru, Noord-Kivu, 12 december 1973) is een voormalige Belgische atleet van Congolese afkomst, die ook bekendstaat onder de namen Bongelo Bongelemba en Nathan Bongelo. Hij is gespecialiseerd in de sprint, zowel outdoor (100 m) als indoor (60 m). In februari 2001 werd hij genaturaliseerd tot Belg.

## Loopbaan
In 2001 werd Bongelo Bongelemba geselecteerd voor de wereldkampioenschappen in Edmonton, waar hij deelnam als lid van de Belgische 4 x 100 m estafetteploeg. Samen met zijn teamgenoten Kevin Rans, Anthony Ferro en Erik Wijmeersch werd hij er vijfde in zijn serie in een tijd van 39,22, een nieuw Belgisch record.
Ook in 2003 tijdens de wereldkampioenschappen in Parijs was Bongelo Bongelemba geselecteerd voor de estafetteploeg. Samen met Anthony Ferro, Kristof Beyens en Xavier De Baerdemaker verbeterde hij het Belgische record tot 39,05, goed voor de vierde plaats in de serie van het viertal.
Nadat Erik Wijmeersch in 2008 bekende op advies van dopingjager Renno Roelandt, ondervoorzitter van het BOIC en lid van het Wereldantidopingagentschap, tussen eind 1998 en voorjaar 2001 groeihormonen gebruikt te hebben, gaf ook Bongelo aan door diezelfde Roelandt met verboden producten te zijn behandeld.

## Belgische kampioenschappen
| onderdeel     | jaar             |
| ------------- | ---------------- |
| 100 m         | 2001             |
| 60 m (indoor) | 2002, 2003, 2004 |

## Persoonlijke records
Outdoor
| Onderdeel | Prestatie          | Datum        | Plaats |
| --------- | ------------------ | ------------ | ------ |
| 100 m     | 10,33 s (+1,8 m/s) | 16 juli 2000 | Jambes |

Indoor
| Onderdeel | Prestatie | Datum            | Plaats | Opmerking                     |
| --------- | --------- | ---------------- | ------ | ----------------------------- |
| 50 m      | 5,83 s    | 26 februari 2005 | Liévin |                               |
| 60 m      | 6,63 s    | 3 maart 2002     | Wenen  | Beste Belgische Jaarprestatie |

## Palmares

### 60 m
- 1996:  BK indoor AC - 6,77 s
- 1998:  BK indoor AC - 6,81 s
- 2000:  BK indoor AC - 6,81 s
- 2001:  BK indoor AC - 6,76 s
- 2001: 7de in ½ fin. WK indoor in Lissabon - 6,84 s
- 2002:  BK indoor AC - 6,68 s
- 2002: 4e EK indoor in Wenen - 6,67 s
- 2003:  BK indoor AC - 6,79 s
- 2004:  BK indoor AC - 6,75 s
- 2004: 3e in reeks WK indoor in Boedapest  6,77 s
- 2005:  BK indoor AC - 6,76 s
- 2005: 6e in ½ fin. EK indoor in Madrid - 6,71 s
- 2006:  BK indoor AC - 6,86 s

### 100 m
- 2001:  BK AC - 10,21 s (w)

### 4 x 100 m
- 2001: 5e in serie WK in Edmonton – 39,22 s (NR)
- 2003: 4e in serie WK in Parijs – 39,05 s (NR)